# Puffless
Puffless — 3 серия 27 сезона (в мультсериале 577 серия) мультсериала Симпсоны. Вышел на канале FOX в США 11 октября 2015 года.

## Сюжет
Гомер, Барт, Лиза, Мэгги и дедушка смотрят телевизор, по которому идёт передача о докторе Николасе Ривера и беременной женщине, после принятия родов у которой он решил, что у неё родился ребёнок-астронавт. Мардж выключает телевизор и говорит, что сегодня восьмидесятилетие её мамы — Жаклин Бувье —, которое они все должны с ней отпраздновать. Гомер поначалу отказывается ехать, так как семья Бувье не любит его, но всё же соглашается посетить праздник ради Мардж.
На праздник, помимо Симпсонов, приехали сёстры Мардж Пэтти и Сельма, а также Монтгомери Бёрнс и Смитерс, которые привезли с собой виолончелиста Йо-Йо-Ма. Во время просмотра семейных фотографий Лиза замечает, что ей никто никогда не рассказывал о том, как умер муж Жаклин — Клэнси Бувье. Выясняется, что ни Мардж, ни Пэтти и Сельма также ничего не знают об этом. Жаклин раскрывает им тайну — её муж умер от рака лёгких, а своим старшим дочерям она разрешала курить, потому что они «круто смотрелись». Эта информация шокирует Пэтти и Сельму, и они решают бросить курить раз и навсегда.
Во время рабочего дня в Департаменте транспорта Пэтти, использовавшая чайные пакетики вместо сигарет, начинает чувствовать запах табака. Поначалу она думает, что у неё инсульт, но после медицинского осмотра выясняется, что это не так. Как оказалось, Сельма не смогла побороть свою вредную привычку и продолжает курить. Пэтти от обиды на сестру переезжает от неё в дом к Симпсонам. Её переезд создаёт проблемы для семьи — ночью она громко храпит, мешая Мардж и Гомеру, а утром Гомер, зайдя в душ, перепутал её со своей женой, из-за чего ему пришлось промыть себе и Барту глаза отбеливателем. Пэтти также рассказывает Гомеру, что на самом деле ненавидит его от зависти — у неё самой, как известно, нет собственной семьи.
Тем временем, потерявшая сестру Сельма понимает, что теперь кроме своей сигареты, приёмной дочери Линг и игуаны Джаб-Джаба ей больше не с кем проводить время. Она решает бросить курить окончательно и приезжает к Симпсонам, чтобы извиниться перед Пэтти. Сёстры мирятся и приезжают обратно в свою квартиру. Поскольку они бросили курить, сёстры начинают чувствовать, что их квартира полностью пропахла табаком. Пэтти и Сельма снова начинают курить, после чего зрителю демонстрируется серия фотографий, показывающая, что сёстры курили и будут курить всю свою жизнь, даже в могилах.

### Вторая история (Maggie’s Extraordinary Animal Adventure)
Во второй части Мэгги дружится с белкой, которая знакомит её с другими животными: совой, опоссумом и попугаем (попугай появился в серии Duffless). Клетус захватывает опоссума (на ужин) и помещает его в плен под присмотром собаки. Мэгги составляет план, чтобы спасти опоссума.

## Просмотры
Эпизод просмотрело 3.31 миллионов человек сразу после выхода. Оценка эпизода — 1.5.